# 트레카살리
트레카살리(이탈리아어: Trecasali)는 이탈리아 시사 트레카살리의 프라치오네이며 이전 행정 구역은 에밀리아로마냐주 파르마도의 코무네(자치단체)였다. 볼로냐에서 북서쪽으로 약 100km, 파르마에서 북서쪽으로 약 15km 떨어진 곳에 위치해 있다.
이 마을에는 18세기에 지어진 산 미켈 아르칸젤로 교회가 있다.